# Pipizella
Pipizella là một chi ruồi trong họ Syrphidae.